# Partido Conservador del Estado de Nueva York
El Partido Conservador del Estado de Nueva York (en inglés: Conservative Party of New York State) es un partido político estadounidense fundado en 1962 tras la insatisfacción de los conservadores con el Partido Republicano en Nueva York. Postulándose únicamente en la línea del Partido Conservador, James L. Buckley fue elegido al Senado de los Estados Unidos en 1970 y sirvió durante un mandato. Desde 2010, el partido ha ocupado la "Fila C" en las papeletas electorales de Nueva York —la tercera posición en la boleta, justo debajo de los partidos Demócrata y Republicano— porque obtuvo la tercera mayor cantidad de votos entre todos los partidos políticos en las elecciones para gobernador de Nueva York en 2010, 2014, 2018 y 2022. El partido es conocido por su estrategia de intentar influir en el Partido Republicano para orientarlo en una dirección más conservadora.

## Historia
El Partido Conservador del Estado de Nueva York fue fundado en 1962 por un grupo que incluía a J. Daniel Mahoney, Kieran O'Doherty, Charles E. Rice, Raymond R. Walker y Charles Edison, debido a la frustración con el liberalismo percibido del Partido Republicano del estado. Un factor clave fue el sistema de votación por fusión de Nueva York, poco común entre los estados de EE. UU., que permite que los candidatos aparezcan en varias líneas partidarias en una misma elección. El Partido Liberal de Nueva York, fundado en 1944, se había beneficiado de este sistema; el Partido Conservador buscaba contrarrestar la influencia del Partido Liberal. Según The New York Times, el apoyo del partido "provenía principalmente de quienes más tarde serían llamados demócratas reaganistas: clase trabajadora, urbanos y suburbanos, a menudo católicos".
| Presidencia         | Periodo                           | Residencia |
| ------------------- | --------------------------------- | ---------- |
| Kieran E. O'Doherty | Febrero-julio de 1962             | Manhattan  |
| J. Daniel Mahoney   | Julio de 1962 – abril de 1986     | Manhattan  |
| Serphin R. Maltese  | Abril de 1986 – diciembre de 1988 | Queens     |
| Michael R. Long     | Diciembre de 1988 – enero 2019    | Brooklyn   |
| Gerard Kassar       | Febrero de 2019 – presente        | Brooklyn   |

### Década de 1960
El destacado autor y comentarista conservador William F. Buckley Jr. se postuló para alcalde de la ciudad de Nueva York en 1965 por la línea del Partido Conservador, obteniendo el 13.4 % de los votos.Un artículo de opinión en The New York Times describió la campaña de Buckley como “una campaña decisiva para los conservadores, quienes ganaron gran publicidad y demostraron su fuerza en una ciudad abrumadoramente demócrata”.En 1966, el candidato conservador Paul L. Adams obtuvo más de medio millón de votos en su carrera por la gobernación de Nueva York,ganando para el partido la Fila C en la papeleta electoral.

### Década de 1970

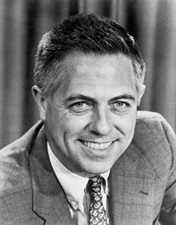
El senador estadounidense James L. Buckley ha sido el funcionario electo más destacado del Partido Conservador.

En 1970, James L. Buckley, hermano de William F. Buckley Jr., se postuló al Senado de los Estados Unidos como candidato del Partido Conservador. Postulándose únicamente por la línea del Partido Conservador y del Partido Alianza Independiente, Buckley derrotó al congresista demócrata Richard Ottinger y al senador republicano en funciones, no electo, Charles Goodell, obteniendo el 39 % de los votos.Buckley sirvió un mandato en el Senado.Según el New York Post, “la victoria de Buckley consolidó, por un tiempo, una coalición electoral de demócratas urbanos y étnicos con republicanos rurales y suburbanos, todos disgustados por los impuestos excesivos, el gasto descontrolado del gobierno y el declive de los valores tradicionales”.En 1976, Buckley se postuló para la reelección al Senado como candidato de los partidos Republicano y Conservador, perdiendo frente al demócrata Daniel Patrick Moynihan.
En 1978, William Carney, un conservador registrado y miembro de la legislatura del condado de Suffolk, fue elegido para la Cámara de Representantes de los Estados Unidos por el 1.º distrito congresional de Nueva York, un bastión demócrata de larga data en Long Island, tras ganar las primarias republicanas y postularse por ambas líneas partidarias.Finalmente, sirvió cuatro mandatos antes de retirarse.

### Década de 1980

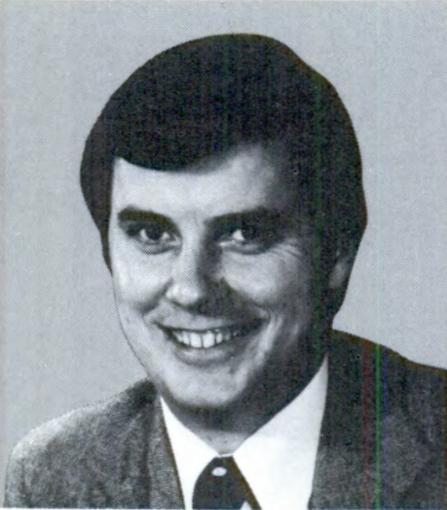
William Carney representó al 1.º distrito congresional de Nueva York como miembro del Partido Conservador de 1979 a 1985.

En 1980, el Partido Conservador respaldó a Al D'Amato en una contienda por el Senado de los Estados Unidos, en la cual logró desafiar con éxito al senador en funciones Jacob Javits en las primarias republicanas.D'Amato luego se impuso por un estrecho margen en las elecciones generales frente a la demócrata Elizabeth Holtzman; los 275,100 votos que recibió en la línea del Partido Conservador superaron su reducida diferencia de victoria.
En las elecciones para gobernador de 1982, el partido nominó al republicano Lewis Lehrman,quien fue derrotado por un estrecho margen por el demócrata Mario Cuomo.En las elecciones para gobernador de 1986, el partido nominó al republicano Andrew P. O'Rourke,quien fue derrotado por Cuomo de forma aplastante.

### Década de 1990
Herbert London fue el candidato del Partido Conservador para gobernador de Nueva York en 1990; ese año, el partido se distanció del Partido Republicano, negándose a respaldar al candidato republicano Pierre Rinfret.Los líderes conservadores citaron como razones de su decisión el apoyo de Rinfret al aborto, su aparente falta de seriedad respecto a su candidatura y sus posibles dificultades para criticar al gobernador demócrata en funciones, Mario Cuomo, en temas fiscales.London llevó a cabo una campaña sólida a nivel estatal y quedó a solo un punto porcentual por detrás de Rinfret, mientras que el gobernador demócrata Mario Cuomo ganó la reelección con facilidad.
El partido se negó a respaldar al republicano Rudy Giuliani en sus exitosas campañas para alcalde de la ciudad de Nueva York en 1993 y 1997. En ambas elecciones, Giuliani aceptó el respaldo del Partido Liberal. El Partido Conservador apoyó a George Marlin como candidato a alcalde en 1993y dejó su línea en blanco en la elección a la alcaldía de Nueva York en 1997.
El partido respaldó al republicano George Pataki en su exitosa campaña de 1994 para desbancar al gobernador demócrata en funciones, Mario Cuomo. En esa contienda, Pataki “obtuvo más de 300,000 votos en la línea del Partido Conservador, el doble de su estrecho margen de victoria sobre el Sr. Cuomo.”

### Década de 2000
El partido presentó sus propios candidatos para la alcaldía de la ciudad de Nueva York en 2001,2005y 2009,negándose a respaldar al exitoso candidato republicano Michael Bloomberg.
John Spencer, exalcalde de Yonkers, Nueva York,fue nominado al Senado de los Estados Unidos por los partidos Republicano y Conservador en las elecciones senatoriales de 2006 contra Hillary Clinton. Spencer fue derrotado por Clinton.
En la carrera por la gobernación de 2006, el presidente del Partido Conservador, Michael Long, respaldó a John Faso, exlíder de la minoría de la Asamblea y candidato republicano a contralor estatal en 2002.Faso ganó la nominación en la convención republicana, derrotando al exgobernador de Massachusetts Bill Weld por 61-39%.Tras la convención, Weld se retiró de la contienda, ya que altos funcionarios del partido (incluido el presidente republicano estatal, Stephen Minarik, quien respaldó a Weld) instaron a la unidad del partido.En las elecciones generales, Faso fue el candidato tanto del Partido Republicano como del Conservador,pero fue derrotado por Eliot Spitzer.

Resultados de las elecciones especiales de 2009, 23.º distrito congresional de Nueva York.

El Partido Conservador nominó a los candidatos republicanos John McCain y Sarah Palin para presidente y vicepresidenta en las elecciones de 2008, las cuales fueron ganadas por los demócratas Barack Obama y Joe Biden.
El Partido Conservador nominó a Doug Hoffman para la elección especial de 2009 en el 23.º distrito congresional de Nueva York, una elección que fue ganada por el candidato demócrata Bill Owens.El Partido Conservador eligió a Hoffman, un conservador fiscal y social, como reacción a la nominación por parte del Partido Republicano de la asambleísta Dede Scozzafava, quien era proelección, a favor del matrimonio entre personas del mismo sexo y pro-sindicalista. El presidente del partido, Michael Long, la describió como “una mujer agradable que es demasiado liberal”.El 31 de octubre de 2009, Scozzafava suspendió su campaña,lo que llevó a que destacados republicanos, como el presidente nacional Michael Steele, respaldaran a Hoffman.El día de la elección, Owens se impuso sobre Hoffman con un margen de 48.3 % frente a 46 %.La elección especial de 2009 recibió una gran atención nacional y fue descrita alternativamente como “un referéndum sobre el presidente Barack Obama” y “una lucha por la identidad del Partido Republicano”.Según un comentarista, “los conservadores del Tea Party ven la derrota del Partido Republicano como una victoria del conservadurismo sobre la mera lealtad partidaria. Están describiendo la derrota como una advertencia lanzada en defensa de los principios”.Además, funcionarios electos y observadores opinaron que esta contienda congresal influyó en la votación del 2 de diciembre de 2009 del Senado del Estado de Nueva York, en la que se rechazó la legislación sobre el matrimonio entre personas del mismo sexo.

### Década de 2010
El presidente del partido, Michael Long, respaldó a Rick Lazio para las elecciones para gobernador de Nueva York de 2010 y ordenó a sus aliados hacer lo mismo. Sin embargo, varios presidentes de comité de condado se unieron en cambio detrás del vicepresidente del partido, Ralph Lorigo.Lazio derrotó a Lorigo en las elecciones primarias con un margen aproximado de 60-40 %, pero fue vencido por Carl Paladino en las primarias republicanas.Lazio se retiró de la contienda el 27 de septiembre, lo que obligó a convocar a un comité de vacancia para elegir a su reemplazo en la línea del Partido Conservador.Long terminó respaldando a Paladino, y el comité de vacancia siguió esa decisión, colocándolo en la línea del Partido Conservador. Paladino perdió la elección general,pero obtuvo 232,264 votos en la línea del Partido Conservador,lo que permitió al partido superar al Partido de la Independencia de Nueva York y recuperar la Fila C (la tercera posición en la boleta electoral de Nueva York) por primera vez desde las elecciones de 1998.El partido ha mantenido la Fila C desde entonces.
Antes de la aprobación de la legislación sobre el matrimonio entre personas del mismo sexo en 2011, Michael Long declaró que el partido no respaldaría a ningún candidato que apoyara dicho matrimonio.Cuatro senadores estatales republicanos —James Alesi, Mark Grisanti, Roy McDonald y Stephen Saland— votaron a favor del matrimonio igualitario. Alesi no buscó la reelección en 2012,mientras que Grisanti, McDonald y Saland enfrentaron en ese año a rivales que recibieron el respaldo del Partido Conservador.Grisanti fue reelegido al Senado estatal,mientras que McDonald fue derrotado en una primaria republicanay Saland fue derrotado en una elección general en la que un candidato respaldado por el Partido Conservador actuó como factor decisivo.
El senador estatal Mark Grisanti, el último senador republicano en funciones que había votado a favor de la Ley de Igualdad Matrimonial, volvió a ser rechazado por el Partido Conservador en 2014; en su lugar, el partido respaldó a un candidato simbólico, Timothy Gallagher, en el 60.° distrito del Senado estatal. Grisanti perdió las primarias republicanas, pero permaneció en la elección general en la línea del Partido de la Independencia. En la elección general, Gallagher —a pesar de no haber hecho campaña en absoluto— obtuvo el 8 % de los votos; la división del voto entre Gallagher, Grisanti y el candidato republicano Kevin Stocker permitió que el demócrata Marc Panepinto ganara la elección con solo el 34 % de los votos.
El partido respaldó a Rob Astorino desde una etapa muy temprana en el proceso electoral para gobernador de 2014.En la elección para contralor del Estado de Nueva York, el partido amenazó con nominar a su propio candidato si los republicanos no lograban presentar a alguien de su partido para postular en su línea;finalmente, el Partido Republicano nominó al contralor del condado de Onondaga, Rob Antonacci.

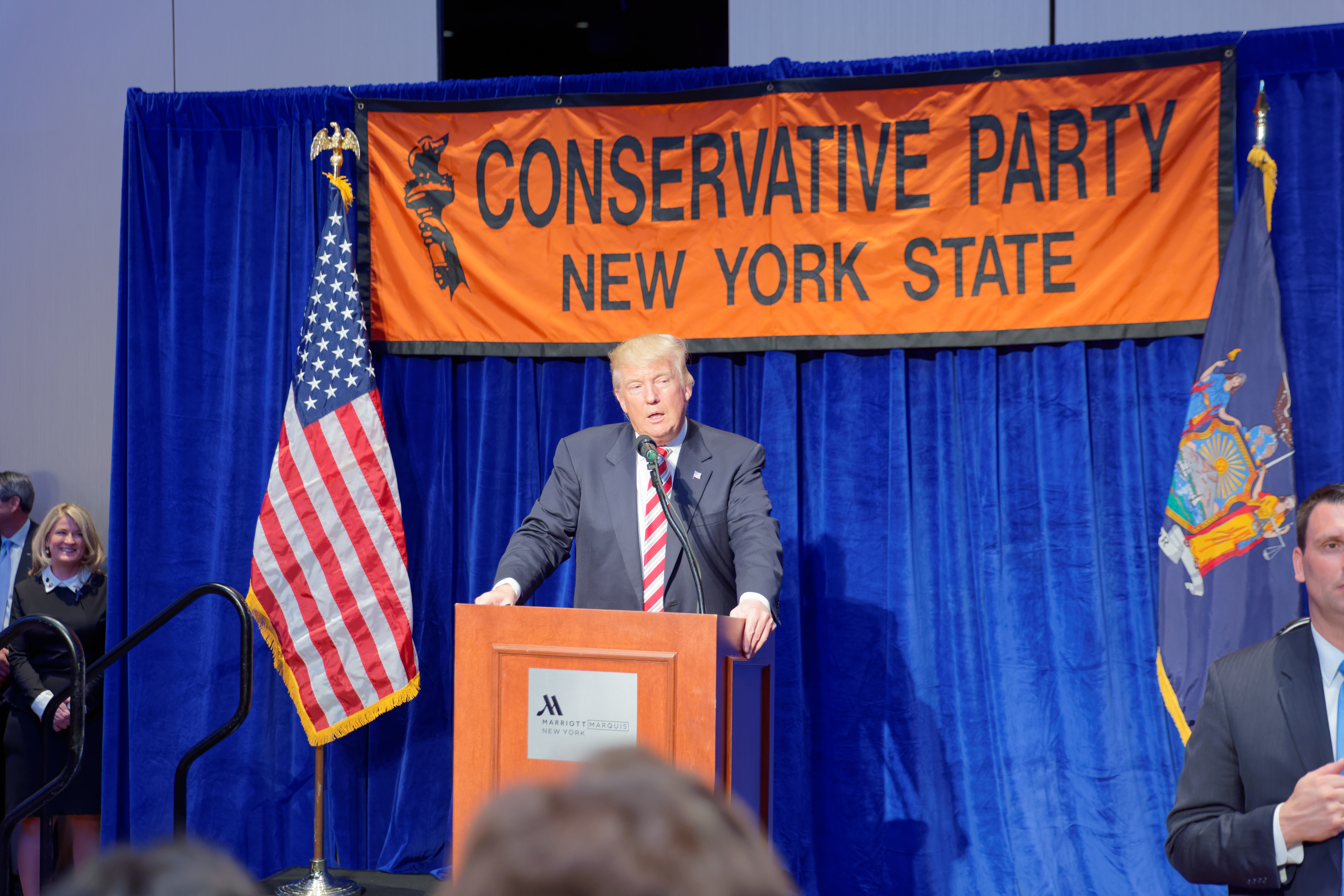
El entonces candidato presidencial Donald Trump aceptando la nominación del Partido Conservador en el New York Marriott Marquis el 7 de septiembre de 2016.

En 2016, el Partido Conservador nominó al eventual ganador Donald Trump como candidato a la presidencia de los Estados Unidos.

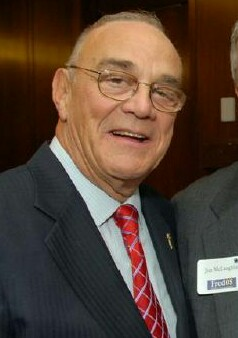
Michael Long se desempeñó como presidente del partido durante más de 30 años, de 1988 a 2019.

El 13 de abril de 2018, el comité ejecutivo del Partido Conservador eligió a Marcus Molinaro como su candidato para las elecciones a gobernador de 2018, en lo que Michael Long calificó como una decisión "no muy fácil"; el partido eligió a Molinaro por encima del vicepresidente del Senado estatal John A. DeFrancisco y rechazó abiertamente considerar al ejecutivo del condado de Erie, Joel Giambra.
Se alega que el Partido Conservador del condado de Cattaraugus fue objeto de una toma hostil por parte de miembros del Partido Republicano, luego de que 37 exrepublicanos cambiaran abruptamente su afiliación partidaria en octubre de 2017. El presidente del partido en el condado, Leonard Ciros, afirmó que el Partido Republicano violó las leyes estatales de lealtad partidaria y la Ley federal contra Organizaciones Corruptas e Influenciadas por el Crimen Organizado (Ley RICO).
Desde 2018, el partido ocupa la "Fila C" en las papeletas electorales de Nueva York —la tercera posición en la boleta, justo debajo de los partidos Demócrata y Republicano— debido a que obtuvo la tercera mayor cantidad de votos entre todos los partidos políticos en las elecciones para gobernador de 2010,2014y 2018.
Long anunció su retiro de la presidencia del Partido Conservador el 28 de enero de 2019, después de haber ocupado el cargo durante 30 años.En febrero de 2019, fue elegido Presidente Emérito del partido.El 23 de febrero de 2019, el partido nombró a Gerard Kassar, de Brooklyn, como su nuevo presidente.

### Década de 2020
En 2020, el Partido Conservador nominó al presidente republicano en funciones, Donald Trump, para su reelección a la presidencia.Trump fue derrotado por el demócrata Joe Biden.En 2021, el Partido Conservador se unió con éxito al Partido Republicano para movilizar la oposición entre los votantes del estado y derrotar tres iniciativas electorales propuestas por los demócratas.
Durante las elecciones para gobernador de Nueva York de 2022, el partido respaldó al republicano Lee Zeldin, quien obtuvo el mejor resultado para un candidato republicano a la gobernación desde 1970, con 2,762,581 votos, y perdió frente a la gobernadora en funciones, Kathy Hochul, por solo un 6.39 % de los votos.
El 17 de agosto de 2024, el Partido Conservador nominó a Donald Trump como su candidato a la presidencia de los Estados Unidos para las elecciones presidenciales de 2024.
El partido presentó sus propios candidatos para la alcaldía de la ciudad de Nueva York en 2021 y 2025. En 2024, Gonzalo Durán, vicepresidente del Partido Conservador de El Bronx, solicitó la candidatura a la alcaldía, pero no fue seleccionado. Posteriormente, decidió postularse para Defensor del Pueblo de la ciudad de Nueva York, convirtiéndose en el primer candidato del Partido Conservador en más de tres ciclos electorales en recibir un respaldo bipartidista en una contienda a nivel municipal.

## Estrategia y reputación
En 2012, The New York Times afirmó que el Partido Conservador tenía "un historial electoral exitoso en un estado decididamente demócrata, en el cual los conservadores han empujado al Partido Republicano hacia la derecha".Ese mismo año, el New York Post sostuvo que el partido "ayudó al Partido Republicano a mantener su mayoría en el Senado estatal, incluso cuando Nueva York se ha vuelto cada vez más demócrata en los últimos cincuenta años", y añadió que "obligó al Partido Republicano estatal a (a veces) recordar en qué creía, al amenazar su poder".
En lugar de nominar a sus propios candidatos, el Partido Conservador usualmente respalda a los mismos candidatos que el Partido Republicano y hace campaña en contra de los candidatos demócratas. Sin embargo, el partido ha negado su apoyo a candidatos republicanos si los considera demasiado liberales. Por ejemplo, el Partido Conservador no respaldó las campañas fusionadas del republicano Rudy Giuliani con el respaldo del Partido Liberal para la alcaldía de Nueva York en 1989, 1993y 1997.En las elecciones al Senado de los Estados Unidos de 2004, el Partido Conservador respaldó a Marilyn O'Grady para oponerse al candidato republicano Howard Mills y al senador demócrata en funciones Charles Schumer. También en 2004, la decisión del partido de respaldar a Tom Dadey en lugar de a la senadora estatal republicana en funciones, Nancy Larraine Hoffmann, en el 49.° distrito del Senado, contribuyó a la victoria del demócrata David Valesky en esa contienda. Tras perder frente a Hoffmann en las primarias republicanas, Dadey —con el apoyo del Partido Conservador y del Partido de la Independencia— permaneció en la contienda; Hoffmann perdió la elección general por 742 votos.
Tras la aprobación de la legislación sobre el matrimonio entre personas del mismo sexo en 2011, el Partido Conservador declaró que retiraría su apoyo a cualquier candidato que hubiera votado a favor del proyecto;dos senadores republicanos que votaron a favor del matrimonio igualitario —Roy McDonald y Stephen Saland— perdieron sus escaños en 2012.
El partido también ha respaldado a candidatos demócratas, incluyendo al controvertido exalcalde de Búfalo y excandidato presidencial Jimmy Griffin, quien fue elegido inicialmente como alcalde únicamente en la lista del Partido Conservador, aunque posteriormente contó también con el apoyo republicano en sus siguientes campañas. Asimismo, el partido ha co-respaldado a varios demócratas como los asambleístas Michael Cusick,Michael P. Kearnsy Robin Schimminger,así como al excongresista del Distrito Capital Michael McNulty.En 2022, el partido respaldó a los asambleístas demócratas Simcha Eichensteiny Marianne Buttenschon,así como al senador Simcha Felder.

## Funcionarios electos del Partido Conservador de Nueva York

### Cargos federales
- James L. Buckley, senador, 1971–1977
- William Carney, representante, 1979–1987

### Cargos estatales
- Rosemary R. Gunning, asambleísta, 1969–1976
- Charles A. Jerabek, asambleísta, 1969–1972
- Angela Wozniak, asambleísta, 2015–2016
- Joseph Lorigo, juez de la Corte Suprema del Estado de Nueva York, 2023–presente